# Wieża Bismarcka w Mrągowie
Wieża Bismarcka w Mrągowie – wieża Bismarcka stojąca na Wzgórzu Jaenike w parku im. W. Sikorskiego w Mrągowie.

## Historia
Wieża powstała z inicjatywy burmistrza Hermana Jaenike i rady miasta Mrągowo. Na miejsce wybrano pozostałości po ceglanym wiatraku, budowę rozpoczęto w 1902. Uroczyste otwarcie odbyło się 18 sierpnia 1906.
Wieża od 06.12.2019 r. jest udostępniona do zwiedzania. Na niektórych piętrach znajdują się tablice z historią budynku oraz mrągowskimi legendami.
W przyziemiu Wieży 1 lutego 2020 roku została uruchomiona kameralna kawiarnia oferująca gorącą czekoladę, mieszanki herbat inspirowane mrągowskimi legendami, słodkie desery oraz świeżo mieloną kawę.
Wpisana do rejestru zabytków 2 października 1990 poz. A-3063.

## Dane techniczne
- wysokość: 23 metry
- wykonanie: cegła, miedziana misa ogniowa na szczycie